# Chavesincola inexpectabilis
Chavesincola inexpectabilis is een hooiwagen uit de familie Gonyleptidae.